# Königshainer Bergetunnel
De Königshainer Berge-tunnel is een tunnel van 3,3 km onder de Königshainer Berge bij de Duitse stad Görlitz. De tunnel maakt deel uit van de Bundesautobahn 4. Het is na de Rennsteigtunnel en de nieuwe Elbetunnel de langste tunnel voor het wegverkeer in Duitsland. De tunnel werd gebouwd in de periode 1996-1999 en kostte 80 miljoen euro.